# Kościół św. Filipa i Jakuba Apostołów w Kozie Wielkiej
Kościół świętych Filipa i Jakuba Apostołów w Kozie Wielkiej – rzymskokatolicki kościół filialny należący do parafii św. Idziego w Domasłowie (dekanat Bralin diecezji kaliskiej).
Jest to świątynia wzniesiona około przełomu XVII i XVIII wieku. Budynek kościoła był restaurowany w latach 1883 – 1884, 1927, 1963 (odnowiono  polichromię), w 1996 roku i 2003 roku (odnowiono wnętrze).
Budowla jest drewniana, jednonawowa, posiada konstrukcję zrębową. Świątynia należy do wielkopolskiej odmiany kościoła późnogotyckiego. Świątynia jest orientowana. Prezbiterium jest mniejsze w stosunku do nawy, zamknięte jest trójbocznie, przy nim jest umieszczona boczna murowana zakrystia. Z boku nawy znajduje się kruchta. Od frontu jest umieszczona wieża konstrukcji słupowej z lekko pochylonymi ścianami ku górze. Jest ona zwieńczona ośmiokątnym, blaszanym  dachem namiotowym. Świątynia posiada dwa dzwony odlane w 1846 roku przez Klegemana. Budowla nakryta jest dachem jednokalenicowym, dwuspadowym, pokrytym gontem, chrakteryzującym się szerokim okapem nad prezbiterium. W części środkowej znajduje się sześciokątna wieżyczka na sygnaturkę, nakryta blaszanym dachem hełmowym z latarnią. Wnętrze nakrywa płaski strop, obejmujący nawę i prezbiterium. Podłoga została wykonana z płytek ceramicznych. Chór muzyczny jest podparty dwoma słupami i posiada prostą linię parapetu. Ołtarz główny, dwa ołtarze boczne i ambona w stylu  neoklasycystycznym  powstały około połowy XIX wieku.